# Furkan (sura)
Furkan (arabsko Al-Furqan) je 25. sura (poglavje) v Koranu, ki jo sestavlja 77 ajatov (verzov). Je meška sura.
Med opravljanjem molitve (salata oz. namaza) pri tej suri verniki opravijo 6 ruku'jev (priklonov).